# Stephen Ademolu
Stephen Ademolu, né le 20 novembre 1982 à Windsor en Ontario, est un joueur de soccer international canadien. Il évolue au poste d'attaquant.

## Biographie

### Carrière internationale (2005-2010)
Le 16 novembre 2005, Stephen Ademolu honore sa première sélection avec le Canada contre le Luxembourg lors d'un match amical. Il commence la rencontre comme titulaire, et sort du terrain à la 84e minute de jeu, en étant remplacé par Will Johnson. La rencontre se solde par une victoire d'un à zéro. Il joue son dernier match avec le Canada le 29 mai 2010, contre le Venezuela en amical (match nul de 1-1).
Stephen Ademolu compte cinq sélections (dont deux en tant que titulaire) avec l'équipe du Canada entre 2005 et 2010.

## Palmarès
- Avec le  FK Ekranas Panevėžys
  - Champion de Lituanie en 2009 et 2010
  - Vainqueur de la coupe de Lituanie en 2010
  - Vainqueur de la supercoupe de Lituanie en 2010

- Avec les  Blue Devils de Oakville
  - Vainqueur de la League1 Ontario en 2017